# CONCACAF League 2021
Die CONCACAF League 2021 war die fünfte Spielzeit des Wettbewerbs für zentralamerikanische und karibische Vereinsmannschaften im Fußball. Das Turnier begann am 3. August 2021 mit der Vorrunde und endete mit dem Finale am 15. Dezember 2021. Titelverteidiger LD Alajuelense aus Costa Rica schied im Achtelfinale aus.
Die vier Halbfinalisten sowie die zwei besten Verlierer des Viertelfinales werden sich für die CONCACAF Champions League 2022 qualifizieren.

## Modus
Der Modus hatte sich gegenüber der vorherigen Spielzeit, die aufgrund der Corona-Pandemie verkürzt ausgetragen wurde, verändert und entsprach wieder dem der Austragung 2019. Der Wettbewerb wurde im K.-o.-System ausgetragen. Angefangen von der Vorrunde bis zum Finale wurde jede Runde mit Hin- und Rückspiel gespielt. Bis einschließlich des Halbfinales wurde bei einem Unentschieden nach beiden Spielen die Auswärtstorregel angewendet und sollte dadurch kein Sieger ermittelt werden, kam es zum Elfmeterschießen; eine Verlängerung wurde nicht ausgespielt. Im Finale fand die Auswärtstorregel keine Anwendung, dafür wurde – wenn nötig – eine Verlängerung ausgespielt.

## Teilnehmerfeld
Für den Wettbewerb qualifizierten sich die folgenden 22 Mannschaften. Die 12 Teams, die in der Vorrunde starteten, sind entsprechend gekennzeichnet (VR).
| - Kanada (Canadian Premier League 2020) - Forge FC (VR) - Costa Rica (Primera División 2020/21) - LD Alajuelense - CD Saprissa - Santos de Guápiles (VR) - Honduras (Liga Nacional 2020/21) - CD Olimpia - CD Motagua - CD Marathón (VR) - Panama (Liga Panameña de Fútbol 2020/21) - CA Independiente - CD Plaza Amador - CD Universitario (VR) |  | - El Salvador (Primera Divisíon 2020/21) - Alianza FC - CD FAS (VR) - Once Deportivo (VR) - Guatemala (Liga Nacional 2020/21) - CD Guastatoya - Santa Lucía Cotzumalguap FC (VR) - CSD Comunicaciones (VR) - Nicaragua (Primera División 2020/21) - Real Estelí - Diriangén FC (VR) - Belize (Premier League of Belize 2019/20) - Verdes FC (VR) |  | - Karibik (Caribbean Club Championship 2021) - Inter Moengotapoe - Metropolitan FA (VR) - AS Samaritaine (VR) |

## Vorrunde
Die Auslosung fand am 16. Juni 2021 statt. Die Hinspiele wurden vom 3. bis zum 5. sowie am 12. August, die Rückspiele vom 17. bis zum 19. August 2021 ausgetragen.
|                             | Gesamt  |                    | Hinspiel | Rückspiel |
| --------------------------- | ------- | ------------------ | -------- | --------- |
| CSD Comunicaciones          | 4:1     | Once Deportivo     | 1:1      | 3:0       |
| Diriangén FC                | 1:3     | CD Marathón        | 0:1      | 1:2       |
| Verdes FC                   | 1:6     | Santos de Guápiles | 0:1      | 1:5       |
| AS Samaritaine              | 1 w/o 1 | CD Universitario   | —        | —         |
| Santa Lucía Cotzumalguap FC | 5:1     | Metropolitan FA    | 3:0      | 2:1       |
| Forge FC                    | 5:3     | CD FAS             | 3:1      | 2:2       |

Anmerkung

## Achtelfinale
Die Auslosung fand am 16. Juni 2021 statt. Die Hinspiele wurden vom 21. bis zum 23. September, die Rückspiele vom 28. bis zum 30. September 2021 ausgetragen.
|                             | Gesamt          |                  | Hinspiel | Rückspiel |
| --------------------------- | --------------- | ---------------- | -------- | --------- |
| CSD Comunicaciones          | 3:1             | Alianza FC       | 2:1      | 1:0       |
| Santa Lucía Cotzumalguap FC | 2:6             | CD Saprissa      | 0:2      | 2:4       |
| CD Guastatoya               | (a)3:3(a)       | LD Alajuelense   | 1:1      | 2:2       |
| Inter Moengotapoe           | 1 Disq. 1       | CD Olimpia       | 0:6      | —         |
| Forge FC                    | 2:0             | CA Independiente | 0:0      | 2:0       |
| Santos de Guápiles          | 3:0             | CD Plaza Amador  | 1:0      | 2:0       |
| CD Universitario            | 2:3             | CD Motagua       | 2:2      | 0:1       |
| CD Marathón                 | 2:2 (5:4 i. E.) | Real Estelí      | 2:0      | 0:2       |

## Viertelfinale
Die Hinspiele wurden am 20. und 21. Oktober, die Rückspiele am 2. und 3. November 2021 ausgetragen. CD Guastatoya erhielt aufgrund der Disqualifikation des vorgesehenen Gegners ein Freilos.
|                    | Gesamt    |                    | Hinspiel | Rückspiel |
| ------------------ | --------- | ------------------ | -------- | --------- |
| CD Saprissa        | (a)5:5(a) | CSD Comunicaciones | 4:3      | 1:2       |
| Santos de Guápiles | 3:4       | Forge FC           | 3:1      | 0:3       |
| CD Marathón        | 0:4       | CD Motagua         | 0:2      | 0:2       |

## Halbfinale
Die Hinspiele wurden am 23. und 24. November, die Rückspiele am 30. November und 1. Dezember 2021 ausgetragen.
|               | Gesamt    |                    | Hinspiel | Rückspiel |
| ------------- | --------- | ------------------ | -------- | --------- |
| CD Guastatoya | 1:3       | CSD Comunicaciones | 0:1      | 1:2       |
| Forge FC      | (a)2:2(a) | CD Motagua         | 2:2      | 0:0       |

## Finale
Das Hinspiel wurde am 8. und das Rückspiel am 14. Dezember 2021 ausgetragen.
|            | Gesamt |                    | Hinspiel | Rückspiel |
| ---------- | ------ | ------------------ | -------- | --------- |
| CD Motagua | 3:6    | CSD Comunicaciones | 1:2      | 2:4       |